# Roièra
Roièra (en francès Royère-de-Vassivière) és una comuna (municipi) de França, a la regió de la Nova Aquitània, departament de la Cruesa, al districte de Lo Buçon. És la capçalera del cantó del seu nom i n'és la comuna més poblada.
La seva població al cens de 1999 era de 636 habitants. Està integrada a la Communauté de communes de Bourganeuf - Royère-de-Vassivière.

## Demografia
| 1962                                       | 1968 | 1975 | 1982 | 1990 | 1999 | 2007 |
| ------------------------------------------ | ---- | ---- | ---- | ---- | ---- | ---- |
| 831                                        | 771  | 744  | 782  | 670  | 636  | 568  |
| Des de 1962: població sense dobles comptes |      |      |      |      |      |      |

## Administració
| Període   | Identitat        | Partit |
| --------- | ---------------- | ------ |
| 1960-1989 | Pierre Ferrand   |        |
| 1989-1995 | Jean Luc Bugeaud |        |
| 1995-2008 | Anne Marie Reyre |        |
| 2008-     | Raymond Rabeteau |        |